# 工作的再思
《工作的再思》（The Normal Christian Church Life）是倪柝声关于教会实践方面的主要著作，发表于1937年11月（淞沪会战期间）在汉口举行的“全国同工特别聚会”中；1938年由上海福音书房出版。
该书共分十章，内容主要包括以下的点：那职事与众执事、使徒们、使徒的出发和他们的脚踪、使徒所设立的长老、使徒所设立的教会、合一和分开的根据、工人之间、工作与教会、经济的问题、地方教会的组织等。涉及到谁是使徒、如何建立地方教会、如何设立长老、合一的立场和分裂的立场、工作与教会的关系、地方教会的组织等重要问题。